# William Haile (Politiker, 1807)

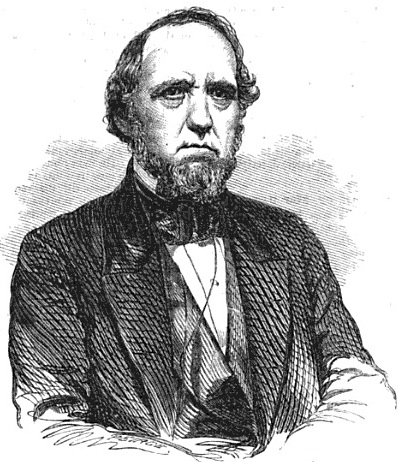
William Haile

William Haile (* Mai 1807 in Putney, Windham County, Vermont; † 22. Juli 1876 in Hinsdale, New Hampshire) war ein US-amerikanischer Politiker und von 1857 bis 1859 Gouverneur des Bundesstaates New Hampshire.

## Frühe Jahre und politischer Aufstieg
William Haile genoss nur eine sehr beschränkte schulische Ausbildung an den örtlichen Schulen seiner Heimat. Schon als Jugendlicher kam er nach Chesterfield, wo er zwischen 1823 und 1828 für einen Ladenbesitzer arbeitete. Später machte er sich selbständig und eröffnete in Centre Village einen eigenen Laden. Bis 1835 blieb er in diesem Ort, dann zog er nach Hinsdale um, wo er bis 1846 seinen Laden weiterführte und gleichzeitig im Holzgeschäft tätig wurde. Außerdem gründete er dort eine Textilfabrik.
Zwischen 1846 und 1850 war er Abgeordneter im Repräsentantenhaus von New Hampshire. Dorthin kehrte er in den Jahren 1853 und 1856 jeweils für eine Legislaturperiode zurück. Dazwischen war er von 1854 bis 1856 Mitglied des Staatssenats. Im Jahr 1855 war er Präsident dieses Gremiums. William Haile schloss sich der damals neu entstandenen Republikanischen Partei an, als deren Kandidat er im Jahr 1857 zum ersten republikanischen Gouverneur seines Staates gewählt wurde.

## Gouverneur von New Hampshire
Haile trat sein neues Amt am 4. Juni 1857 an. Nach einer Wiederwahl im Jahr 1858 konnte er bis zum 2. Juni 1859 im Amt bleiben. Haile war als Republikaner gegen die weitere Ausbreitung der Sklaverei und verurteilte die Entscheidung des Obersten Gerichtshofs der Vereinigten Staaten unter Roger B. Taney, wonach entflohene Sklaven wieder an ihre früheren Herren ausgeliefert werden mussten. Haile war für eine Beschränkung der Einwanderung und gegen den öffentlichen Verkauf von Alkohol. In diesen beiden Punkten setzte er die Politik seines Vorgängers Ralph Metcalf fort. Außerdem trat er für eine Reform des Schulsystems ein, die er aber nur teilweise umsetzen konnte.
Nach dem Ende seiner Gouverneurszeit zog sich Haile aus der Politik zurück. Er widmete sich wieder seinen geschäftlichen Interessen in Hinsdale. Im Jahr 1873 zog er dann nach Keene. William Haile starb im Jahr 1876. Mit seiner Frau Sabrina Shaw Walker hatte er vier Kinder, darunter den Sohn William der zwischen 1890 und 1893 Vizegouverneur von Massachusetts war.